# Schola Cantorum Leipzig
Die Schola Cantorum Leipzig ist eine durch die Stadt Leipzig getragene musikpädagogische Einrichtung, die  verschiedene Kinder- und Jugendchöre unter einem Dach vereint. Die Ensembles zählen aufgrund ihres musikalischen Anspruchs, zahlreicher Konzertreisen ins Ausland und Platzierungen bei Wettbewerben sowie konsequenter Nachwuchsförderung zu den führenden Kinder- und Jugendchören Deutschlands mit internationalem Renommee. Die Schola Cantorum Leipzig gehört dem Verband Deutscher Konzertchöre an.

## Geschichte
Die Schola Cantorum Leipzig wurde 1963 durch ihren damaligen musikalischen Leiter Reinhardt Syhre als Schulchor der Ernst-Schneller-Schule (heute Marienbrunner Grundschule) Leipzig gegründet. Bis 1982 wirkte das Ensemble, seit 1972 unter dem Namen GewandhausKinderchor unter Leitung Syhres an der Leipziger Oper und dem Leipziger Gewandhaus unter anderem in 15 Standardopern, bei großen konzertanten Aufführungen, Rundfunk- und Schallplattenaufnahmen mit. 1982 wurde die Zusammenarbeit mit der Oper und dem Gewandhaus beendet und das Ensemble vom Rat der Stadt als Kinderchor der Stadt Leipzig übernommen. Nach der Wiedervereinigung erfolgte 1990 die Angliederung an das Schulverwaltungsamt Leipzig als „besondere pädagogische Einrichtung“ unter dem Namen Leipziger Kinder- und Jugendchor SCHOLA CANTORUM. 1999 gestaltete das Ensemble den offiziellen Festakt zum 50. Jahrestag der Gründung der Bundesrepublik Deutschland im Berliner Reichstag. Neben Konzerten in Leipzig führten Reisen das Ensemble in fast alle Regionen Deutschlands und seit 1994 auch ins Ausland. So war der Chor unter anderem in Südafrika, Italien, Israel, Finnland, den USA, Großbritannien, Spanien, Polen und Frankreich zu Gast. Heute singen und musizieren, angefangen von musikalischer Früherziehung über Spatzenchöre, Kinderchor, Mädchenchor bis hin zu Frauenchor und Kammerchor, insgesamt knapp 300 Kinder, Jugendliche und junge Erwachsene in der Schola Cantorum.

## Chorleiter

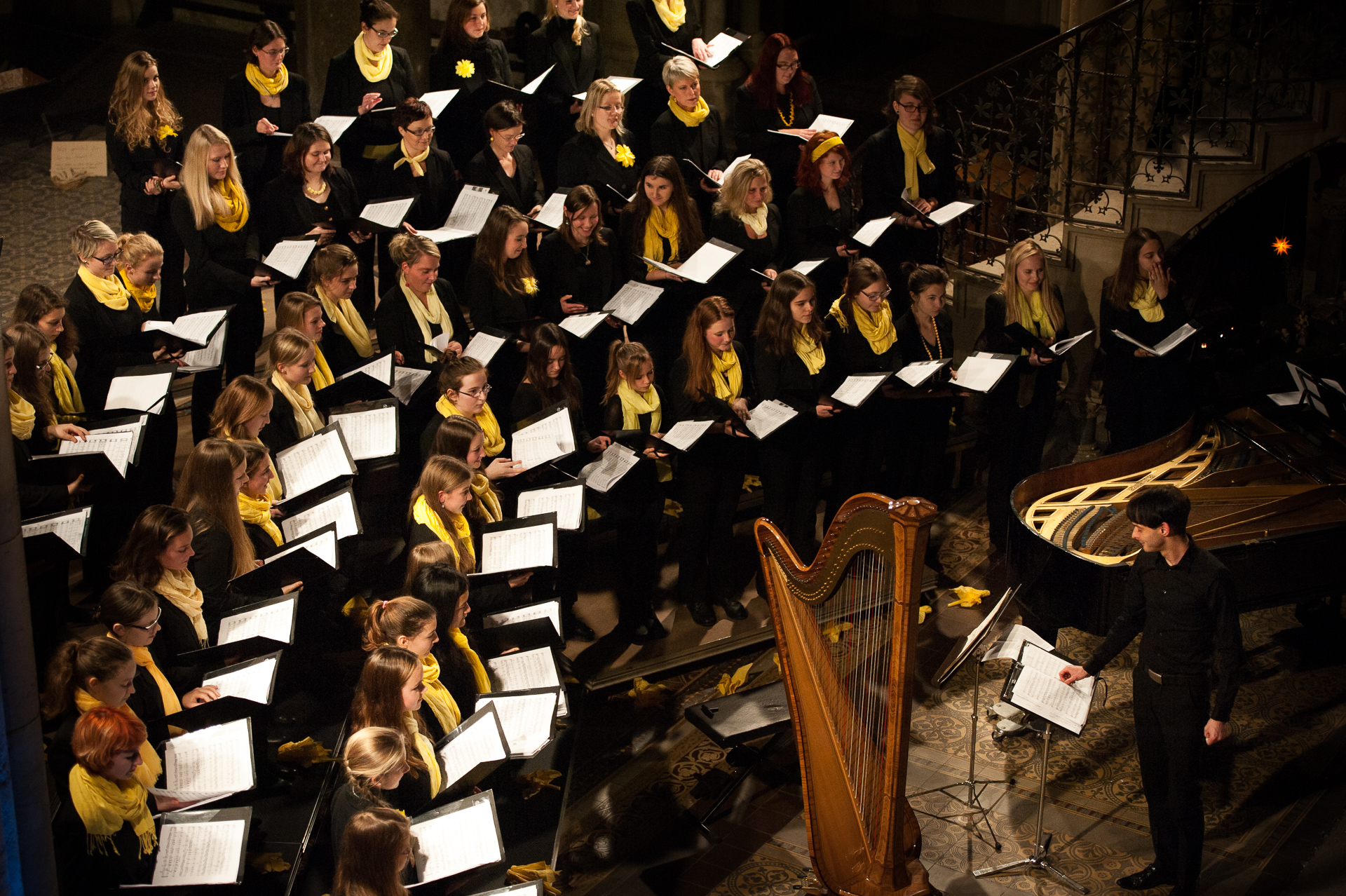
Traditionelles Weihnachtsliedersingen in der Peterskirche Leipzig

- Reinhardt Syhre (1963–1991) Traditionelles Weihnachtsliedersingen in der Peterskirche Leipzig Schola Cantorum Leipzig Kinderchor, Neues Rathaus Leipzig

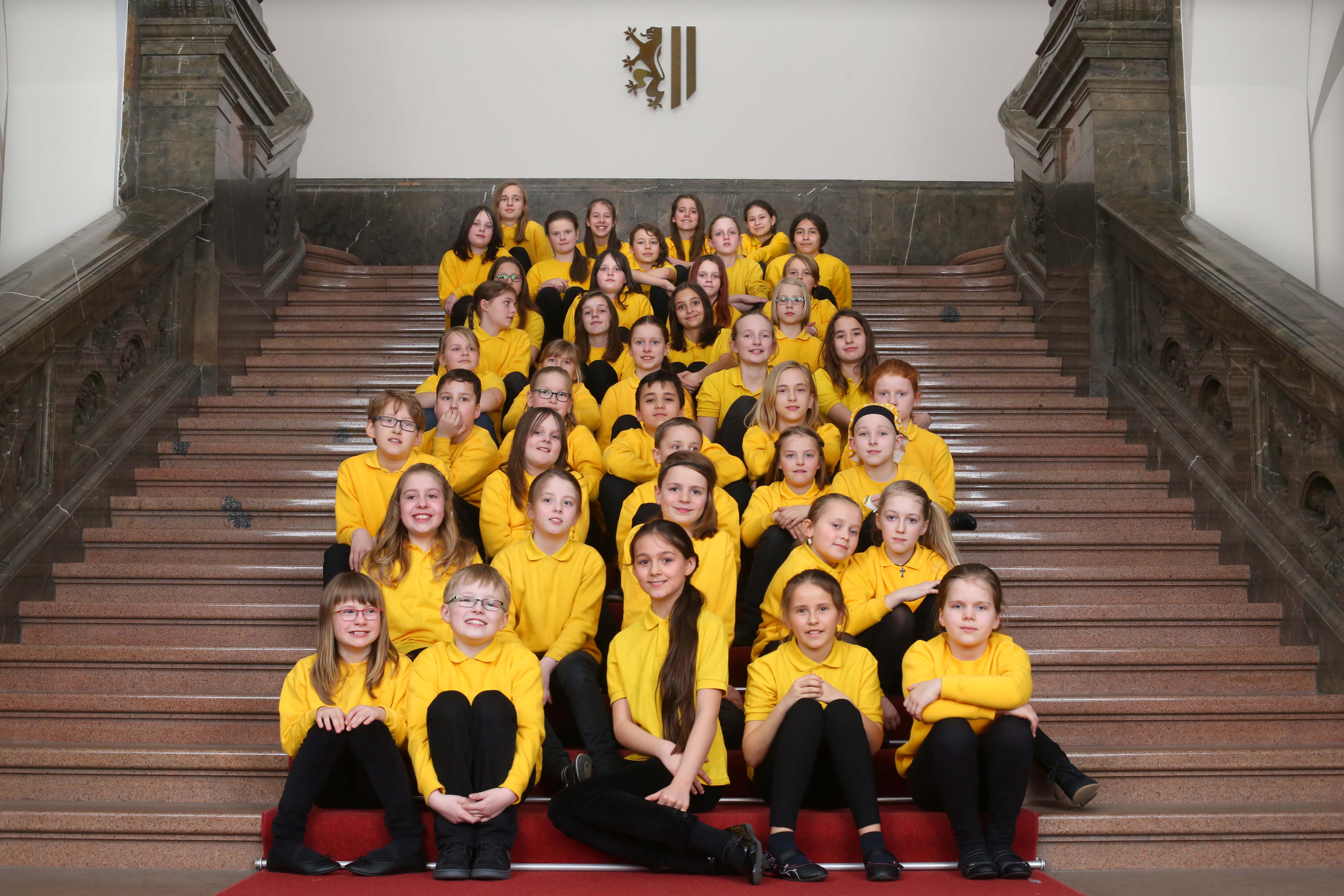
Schola Cantorum Leipzig Kinderchor, Neues Rathaus Leipzig

- Eckhard Budrowitz (1992–2001)
- Martin Lehmann (2001–2005)
- Philipp Amelung (2005–2011)
- Marcus Friedrich (2011–2021)
- Bernhard Steiner (seit 2021)

## Mädchen- und Frauenchor
Der Mädchen- und Frauenchor der Schola Cantorum Leipzig hat sich in besonderem Maße der Aufführung der für gleiche Stimmen komponierten A-cappella-Musik verschrieben, arbeitet aber auch bei der Aufführung chorsinfonischer Werke mit verschiedenen Orchestern zusammen. Der Chor widmet sich intensiv dem deutschen romantischen Repertoire (Mendelssohn, Schumann, Brahms, Rheinberger u. a.). Zahlreiche Uraufführungen und Auftragswerke belegen das hohe Engagement der Schola Cantorum Leipzig für zeitgenössische Chormusik.